# Cal Sant Miquel
Cal Sant Miquel és una masia de Santa Maria d'Oló (Moianès) inclosa a l'Inventari del Patrimoni Arquitectònic de Catalunya.

## Descripció
Es tracta d'una masia coberta a doble vessant, sent però, la part est, més ampla i llarga. La cara de ponent presenta una portalada de mig punt obrada amb grans i allargades dovelles, i dues finestres, dues de les quals estan ben delimitades amb pedra. La finestra més gran té a la part superior la data de 1735. Un estrep apuntala el mur de la cara de ponent. El cantó de migdia presenta set obertures -finestres- de diferents dimensions obrades amb totxo. La finestra més gran té un arc de descàrrega. L'aparell és força regular, els carreus es disposen en filades i estan units amb morter. Hom distingeix, sobretot a ponent, restes tangibles d'arrebossat. La masia disposa de planta baixa, habilitada per a corrals, un primer pis d'habitació i golfes. Cal Sant Miquel roman abandonada de no fa pas més de quatre anys.

## Història
En una finestra de la cara de ponent hi ha gravada la data de 1735.